# Mahndorfer Gräberfeld
Koordinaten: 53° 2′ 2,6″ N, 8° 56′ 56,6″ O
Die archäologischen Ausgrabungen in Mahndorf  betreffen ein völkerwanderungszeitlich bis frühmittelalterlich belegtes Gräberfeld auf einem südlich des früheren Dorfes Mahndorf im Osten Bremens gelegenen (heute abgebaggerten) Sandberg.
Die Mahndorfer Düne gehört zu einer Kette von nördlich der Weser aufgewehten Hügeln aus Flugsand. Am 20,80 Meter hohen Fuchsberg, 250 Meter westlich der Bollener Landstraße und 150 Meter südlich der Mahndorfer Heerstraße, damals noch auf hannoverschem Gebiet gelegen, wurde in den 1930er Jahren Sandabbau betrieben, so dass Ernst Grohne, der Direktor des Focke-Museums im Wettlauf mit den Baggern von Ende Mai bis August 1939 eine Rettungsgrabung einleitete. Auf einer Fläche von 2700 m² konnten die Ausgräber 40 Brandbestattungen, 75 Urnengräber, rund 230 Körperbestattungen, 190 davon in West-Ost-Richtung, und 19 Pferdegräber freilegen und dokumentieren.
Es stellte sich eine ungewöhnlich lange Belegungszeit, vom 3. bis 9. Jahrhundert heraus. Ein älteres, mit Brand- und in Nord-Süd-Richtung orientierten Körperbestattungen gemischt belegtes Feld wurde durch die zahlreicheren ost-westlichen Reihengräber aus der Zeit der beginnenden Christianisierung im 9. Jahrhundert überlagert. Die reichen Beigaben, Waffen und Schmuck kamen ins Focke-Museum und 1953 publizierte Grohne die Ergebnisse und das umfangreiche Fundmaterial in ausführlicher und vorbildlicher Form. Das Mahndorfer Gräberfeld wurde so „zu einem der berühmtesten des 1. Jahrtausends überhaupt“.
Eine 200 Meter weiter südlich gelegene Siedlung, von Karl-Heinz Brandt 1962/63 ergraben, ließ Groß- und Grubenhäuser erkennen und enthielt zahlreiche weitere Funde (Bronze- und Eisengeräte, Webgewichte und Keramik).
Die ansonsten vor allem im Alpenvorland, an der oberen Donau und am oberen Neckar verbreiteten eisernen Gürtelgarnituren, genauer solche mit Messing- und Silberfäden tauschierte vom Typ Civezzano, sind in Norddeutschland lediglich in Bremen-Mahndorf belegt. Gürtelgarnituren dieses Typs werden im Gebiet südlich der Alpen für gewöhnlich in das 1. Drittel des 7. Jahrhunderts datiert.